# Абдразаков, Амир Габдульманович
Ами́р Габдульма́нович Абдраза́ков (баш. Әмир Ғәбделмән улы Абдразаҡов; 15 января 1934, Каяпкулово, Оренбургская область — 6 марта 2008, Уфа, Башкортостан, Россия) — российский актёр, сценарист и кинорежиссёр. Заслуженный работник культуры Башкирской АССР (1974) и лауреат Государственной премии имени Салавата Юлаева (2006). Председатель Союза кинематографистов Республики Башкортостан, действительный член Российской академии кинематографических искусств «Ника», член Гильдии кинорежиссёров России, член Правления Союза театральных деятелей Республики Башкортостан.

## Биография
Родился 15 января 1934 года в селе Каяпкулово, ныне село входит в Георгиевский сельсовет Александровского района Оренбургской области.
В 1959 году окончил башкирскую студию при ГИТИСе имени А. В. Луначарского (класс О. И. Пыжовой и Б. В. Бибикова).
В 1959—1962 гг. — являлся актёром Башкирского академического театра имени Мажита Гафури.
С 1962 года начал работать режиссёром в Комитете по радиовещанию и телевидению при Совете Министров Башкирской АССР, где снял около 50 телевизионных фильмов, в том числе впервые на башкирском телевидении многосерийные художественные телефильмы по одноимённым романам «Золото собирается крупицами» Я. Хамматова (1979) и «Кинзя» Г. Ибрагимова (1986).
В 1990 году стал организатором и первым директором киностудии «Башкортостан». С 1991 по 1994 годы работал там же режиссёром.
С 1994 года является преподавателем Уфимского училища искусств.
В 2006 году за создание документального фильма «Непокоренный дух» Амир Габдульманович Абдразаков был удостоен Государственной премии Республики Башкортостан имени Салавата Юлаева.
Скончался 6 марта 2008 года в Уфе. Похоронен на Мусульманском кладбище.

## Театральные роли
- Степан («Бесталанная» И. Карпенко-Карого);
- Герт («Гибель „Надежды“» Г. Гейерманса);
- Ведерников («Годы странствий» А. Арбузова);
- Тимербулат («Он вернулся» А. Атнабаева);
- Надир («Чёрные розы» С. Джемаля);
- Хайернас («Парень есть парень» Н. Наджми) и др.

## Фильмография
- «Песнь моего народа» (1969);
- «Свадьба» (1970);
- «Крылья души» (1970);
- «Едет невеста» (1973);
- «Загир Исмагилов» (1984);
- «Революционер-дипломат» (1992);
- «Народный поэт» (1990);
- «Ахмет-Заки Валиди Тоган» (1990);
- «Хроника Республики» (1990)
- «Акмулла» (1990);
- «Ишмулла» (1991);
- «Мы верим» (1996);
- «На родине по тебе тоскую» (2002) и др.

## Дети
- Аскар Абдразаков — российский оперный певец (бас), народный артист Башкортостана. Министр культуры Башкортостана (2010—2011). С 2013 г. приглашенный солист Мариинского театра. Художественный руководитель Башкирского театра оперы и балета (с 2019 г.).
- Ильдар Абдразаков — российский оперный певец (бас), солист Мариинского театра. Заслуженный артист РФ (2021). Народный артист Республики Башкортостан.